# Archontia słowiańska
Archontia słowiańska, chartularat – rodzaj historycznej jednostki administracyjnej, powstały po podboju Cesarstwa Zachodniobułgarskiego przez cesarza bizantyńskiego Bazylego II Bułgarobójcę (1018–1019). Państwo bułgarskie podzielone zostało wówczas na temy, podobnie jak reszta Bizancjum, część jego terytorium wyłączono jednak z tego systemu, tworząc tzw. archontie słowiańskie, czyli autonomiczne terytoria plemienne, niepodporządkowane bezpośrednio cesarskim urzędnikom. Archontie zobowiązane były do dostarczania kontyngentów posiłkowych dla armii bizantyńskiej. Egzekwowaniem tego obowiązku zajmowali się specjalni urzędnicy greccy, zwani chartulariosami. Stąd same archontie w źródłach bizantyńskich są niekiedy określane mianem chartularatów.
Utworzenie instytucji archontii było efektem tolerancyjnej polityki Bazylego II, który starał się raczej zjednać sobie ludność dawnej Bułgarii, niż zmuszać ją do posłuszeństwa uciskiem. W związku z tym część władzy nad podbitym terytorium, właśnie w tzw. archontiach, pozostawiono w rękach miejscowych feudałów słowiańskich. Politykę tę zarzucili następcy Bazylego, a archontie uległy likwidacji po powtarzających się na przestrzeni XI wieku powstaniach bułgarskich.
Nazwa archontii słowiańskich nawiązywała do istniejącego w starożytnych Atenach prestiżowego, a początkowo także obdarzonego szerokimi kompetencjami urzędu archonta. Urząd ten, w nawiązaniu do greckich tradycji, odtworzono w cesarstwie zachodniobułgarskim, obsadzając go wysoką arystokracją plemienną. Po likwidacji cesarstwa, Bazyli II część z tych właśnie arystokratów postawił na czele nowo utworzonych archontii.